# 서중석 (독립운동가)
서중석(徐重錫, 1904년 ~ ?)은 한국의 사회주의계열 독립운동가이다.

## 생애

### 일제강점기 활동

#### 중국공산당 조선국내공작위원회 활동
강원도 횡성의 가난한 집안 출신으로, 서완석의 형이다. 휘문고등보통학교 강습과를 중퇴했다. 1926년 신흥청년동맹에서 활동했다. 1927년 가을 연길현 현립 제39학교, 건원학교 교사가 되었다.
1928년 여름 중국 길림에서 길성청년회 창설에 참여했고, 10월부터 신일용이 경영하던 광동병원에서 사무원으로 근무했다. 1929년 1월 남만 청년총동맹의 간부로 선출되었다. 그해 가을 조선공산당재건설준비위원회에 가입했다. 10월 고려공산청년회재건설준비위원회 만주부를 조직하고 선전부 책임자로서 기관지 편집에 관여했다.
1931년 중국공산당에 입당해서, 2월 동만특위 산하 조선국내공작위원회 공작원으로서 조공 재건을 위해 입국했다. 3월 경성부에서 오성세가 지도하던 공청 가드야체이카를 인계받아 학생 경성제대야체이카로 개조했다. 4월, 메이데이를 앞두고 격문을 제작하여 서울 공장지대에 살포했다. 5월 초 개성으로 옮아가 개성야체이카를 조직했다. 7월 서울로 돌아와 조직을 수습하는 한편 조선국내공작위와의 연락을 재개했다. 8월 서울에서 국내공작위원회야체이카를 결성하고 책임자가 되었다. 같은 달 학생부문 야체이카를 결성했다. 9월 '조선의 혁명적 노동조합과 혁명적 반대파의 조직과 임무'를 제작했다. 만주사변이 일어나자 '반전'(反戰) 팸플릿 '전만주를 삼킨 제국주의전쟁과 혁명적 노동자, 농민의 임무'를 제작, 배포했다. 같은 달 반제동맹 결성을 지도했다. 10월 '조선의 혁명적 학생운동의 임무(잠정 테제)'를 제작했다. 11월 적색노동조합준비위원회를 조직하고 '적색투보'를 제작했다. 같은 달 중순 검거되어 1934년 6월 징역 6년을 선고받았다. 수감중 옥중투쟁에 가담했다는 이유로 징역 8개월이 추가되었다.

#### 경성콤그룹&건국동맹 활동
1939년 출옥하여 경성콤그룹에 가담했다. 1940년 12월경 경성콤그룹 탄압사건에 연루되어 검거되었으나 병보석으로 출옥했다. 1944년 11월경 이정윤 등과 공산주의자협의회를 조직하고 책임자로 활동했다. 영등포 일대에서 소규모 노동자써클을 지도했다. 국외 무장세력 및 소련과 군사협력체계를 구축하기 위해 김일수를 소련으로 김태준을 중국 옌안으로 파견했고, 여운형과 조동호가 결성한 조선건국동맹과 함께 통일전선 결성문제를협의했다. 1945년 3월 발각되어 검거되어 8월 15일 광복을 맞이할때까지 옥중 생활을 지낸다.

### 광복이후 활동
광복 이후 출옥했다. 출옥 직후 조선공산당 장안파 결성에 참여했다. 9월 조선인민공화국 중앙인민위원 및 선전부장 대리로 선출되었다. 1946년 2월 '조공 중앙 및 지방동지 연석간담회'에 중앙 대표의 한 사람으로 참석하여 박헌영 중심의 당재건운동만을 당사(黨史)의 정통으로 간주하는 견해를 비판했다. 6월 조선공산당 서기국 위원으로 선임되었다. 8월 대회파의 일원으로서 '합당문제에 대하여 당내 동지 제군에게 고함'을 공동 발표했다가 무기정권(停權) 처분을 받았다. 같은 달 한때 미군정 경찰에 검거되었다. 11월 사회노동당 창립에 관여하여 중앙위원이 되었으며, '자기비판'을 성명하고 남조선로동당에 참여했다. 1947년 1월 민주주의민족전선 중앙상임위원이 되었다. 2월 이후 북조선로동당과 직접 연결되어 활동했다.

## 참고자료
- 《한국사회주의운동 인명사전》, 성대경 등 지음